# Бахна-Арін
Бахна-Арін (рум. Bahna Arin) — село у повіті Сучава в Румунії. Входить до складу комуни Преутешть.
Село розташоване на відстані 340 км на північ від Бухареста, 22 км на південний схід від Сучави, 93 км на північний захід від Ясс.

## Населення
За даними перепису населення 2002 року у селі проживали 225 осіб, усі — румуни. Усі жителі села рідною мовою назвали румунську.